# Георг IV (Ербах-Фюрстенау)
Георг IV фон Ербах-Фюрстенау (на немски: Georg IV von Erbach-Fürstenau; * 12 май 1646, Ханау † 20 юни 1678, река Ваал) е граф на Ербах и Фюрстенау, Михелщат, Райхенберг, Бад Кьониг и Бройберг.

## Биография
Той е син на граф Георг Албрехт I фон Ербах (1597 – 1647) и третата му съпруга графиня Елизабет Доротея фон Хоенлое-Шилингсфюрст (1617 – 1655), дъщеря на граф Георг Фридрих II фон Хоенлое-Шилингсфюрст и съпругата му Доротея София фон Золмс-Хоензолмс. Брат е на Георг Лудвиг I (1643 – 1693), граф на Ербах-Ербах, Георг Фридрих (1636 – 1653), граф на Ербах-Бройберг, Георг Лудвиг I (1643 – 1693), граф на Ербах-Ербах, Георг Албрехт II (1648 – 1717), граф на Ербах-Фюрстенау, и полубрат на Георг Ернст (1629 – 1669), граф на Ербах-Вилденщайн.
Георг IV започва военна кариера и вероятно става майор-генерал в Нидерландия. Той умира на река Ваал близо до Тил, на 32 години, в края на Френско-холандската война и е погребан в Михелщат.

## Фамилия
Георг IV се жени на 22 август 1671 г. за графиня Луиза Анна фон Валдек-Айзенберг (* 18 април 1653, Берлин; † 30 юни 1714, Аролзен), наследничка на Кюлемборг, дъщеря на княз Георг Фридрих фон Валдек-Айзенберг и Елизабет Шарлота фон Насау-Зиген, дъщеря на граф Вилхелм фон Насау-Зиген в Хилхенбах и графиня Кристина фон Ербах. Те имат децата: 
- София Шарлота (1672 – 1673)
- Амалия Мауритиана (1674 – 1675)
- Вилхелм Фридрих (1676 – 1676)
- Шарлота Вилхелмина Албертина (1678 – 1683)